# Bonifacy Całusiński
Bonifacy Tadeusz Całusiński (ur. 10 kwietnia 1941 w Mstowie, zm. 24 kwietnia 2018) – polski działacz partyjny i państwowy, dyplomata, ekonomista i cenzor, chargé d’affaires ambasady PRL w Birmie (Mjanmie) (1975–1976).

## Życiorys
Syn Czesława i Zofii. Uczęszczał do liceum ogólnokształcącego w Częstochowie, od 1955 do 1956 należał do Związku Młodzieży Polskiej. W latach 50. grał także w drużynie piłkarskiej LZS Mstów jako prawy łącznik. W latach 1958–1963 studiował na Wydziale Handlu Zagranicznego Szkoły Głównej Planowania i Statystyki.
Następnie od 1964 do 1967 pracował jako handlowiec w PTHZ „Varimex” (z przerwą na lata 1964–1965, gdy był tłumaczem Międzynarodowej Komisji Kontroli i Nadzoru w Wietnamie). W okresie 1967–1971 zatrudniony jako starszy cenzor w Głównym Urzędzie Kontroli Prasy, Publikacji i Widowisk. Na początku lat 70. wstąpił do Ochotniczej Rezerwy Milicji Obywatelskiej i Polskiej Zjednoczonej Partii Robotniczej (był członkiem egzekutywy i I sekretarzem OOP PZPR nr 7 przy Ministerstwie Handlu Zagranicznego). W 1971 zatrudniony w Ministerstwie Handlu Zagranicznego jako starszy radca i naczelnik wydziału protokołu. Od lipca 1975 do sierpnia 1979 I sekretarz w ambasadzie PRL w Rangunie, w okresie od listopada 1975 do ok. lutego 1976 kierował placówką w charakterze chargé d’affaires. Od 1980 do 1984 główny specjalista i naczelnik wydziału protokołu w Ministerstwie Spraw Zagranicznych, po czym do 1987 był radcą handlowym przy ambasadzie PRL w Hawanie.
7 maja 2018 pochowany na Cmentarzu Komunalnym Północnym w Warszawie.